# Exocentrus coeruleus
Exocentrus coeruleus là một loài bọ cánh cứng trong họ Cerambycidae.